# Cercle républicain
El Círculo Republicano es un edificio ubicado en el número 5 de la avenida de la Ópera del I Distrito de París.

## Historia
Fue construido entre 1877 y 1878 por el arquitecto Arthur Froelicher. El salón fue decorado por Théodore Deck, uno de los más grandes ceramistas franceses del siglo XIX, que utilizó los dibujos de Edmond Lachenal para alquilarlos al Círculo Republicano.

La sala de cerámica y la sala mora están catalogadas como monumentos históricos por orden del .

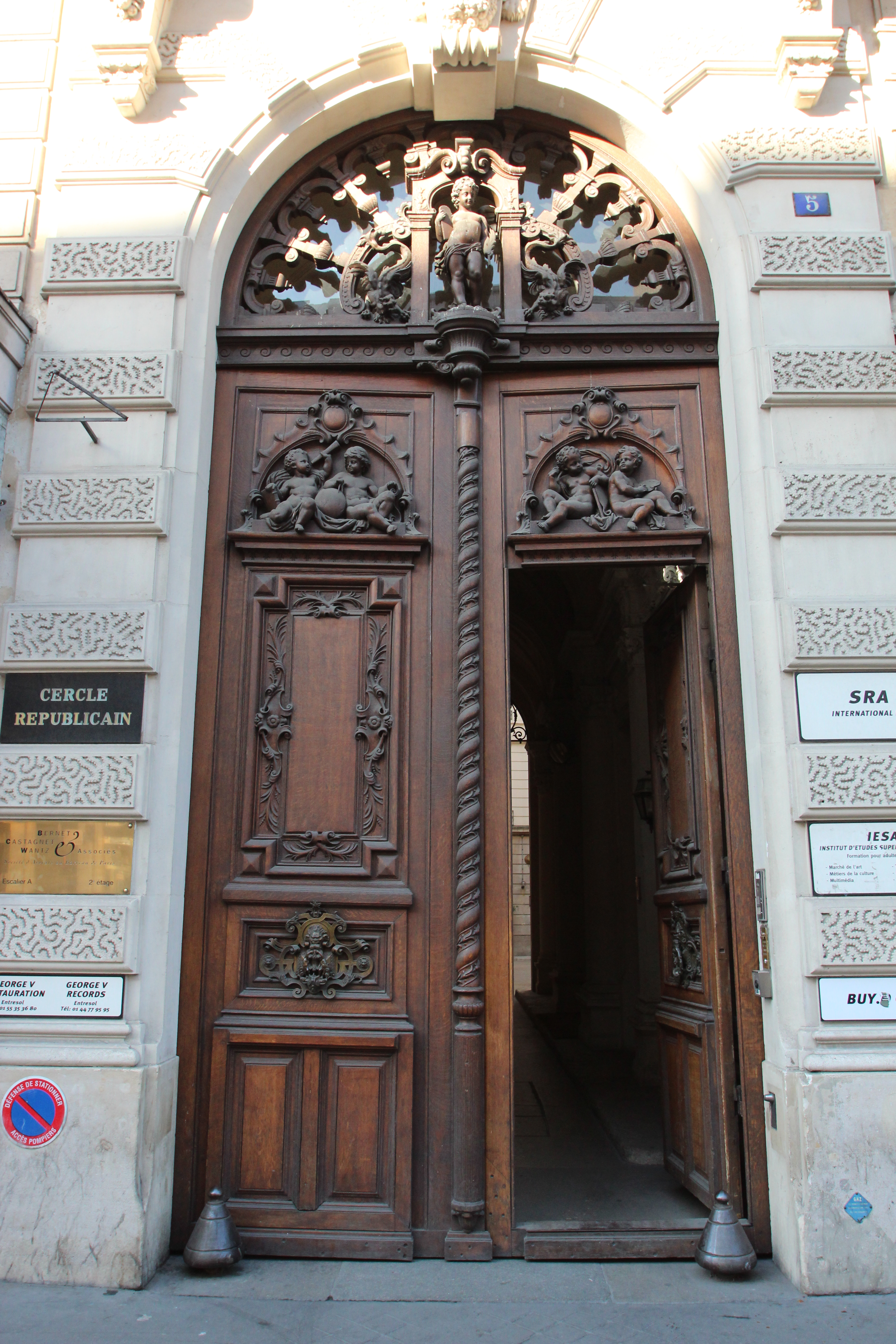
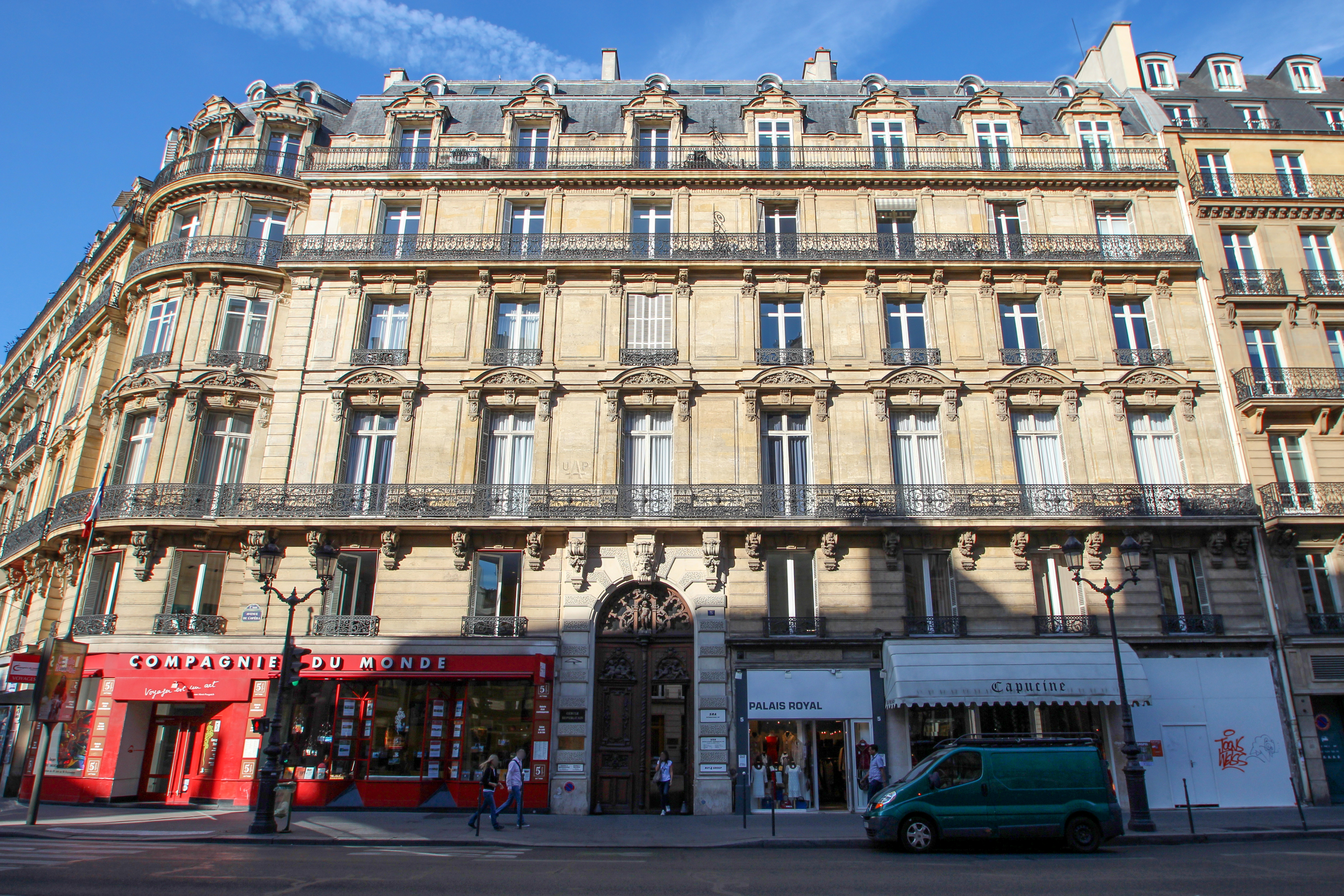